# Amministrazione Bahá'í
L'amministrazione bahá’í o Ordine amministrativo bahá’í è il sistema amministrativo, che precorre e preannuncia l’Ordine Mondiale di Bahá’u’lláh. Essa ha le sue radici o fondamenta negli scritti di Bahá’u’lláh: fondatore della Fede bahá’í.
La sua ordinata filiazione è germogliata pian piano e cresce gradualmente, come esposto nel Kitáb-i-Aqdas molto prima che ciò prendesse forma, e che Bahá’u’lláh aveva così anticipato: “Il Signore ha ordinato che in ogni città sia istituita una Casa di Giustizia in cui si riunisca un numero di consiglieri pari a quello di Bahà (nove) … che siano i fiduciari del Misericordioso fra gli uomini e si considerino i custodi nominati da Dio per tutto ciò che dimora sulla terra. Incombe loro di tener consiglio, di curarsi degli interessi dei servi di Dio, per amor Suo, come se fossero i propri e di scegliere ciò che è adatto e conveniente." Il versetto su citato si riferisce alle Case Locali di Giustizia (attualmente note come Assemblee Spirituali Locali) che annualmente vengono elette in ogni località nel mondo ove risiedano nove o più Bahá’í adulti. Tale istituzione, a tempo debito, tornerà ad esser nominata Casa Locale di Giustizia, e amplierà gli attuali compiti, operando sempre in sintonia con la corrispondente: Casa Nazionale di Giustizia (attualmente: Assemblea Spirituale Nazionale), eletta di anno in anno, e tutte le Case Nazionali di Giustizia sempre guidate dalla: Casa Universale di Giustizia, massima istituzione eletta ogni cinque anni.
“O Uomini di Giustizia! Nel reame di Dio, siate pastori del Suo gregge e custoditelo dai lupi voraci che sono apparsi camuffati, come custodireste i vostri figli. Così vi esorta il Consigliere, il Fedele”.
In effetti Bahá’u’lláh, come Portavoce o Messaggero di Dio fruiva di una totale cognizione del progetto di Dio per l’uomo, e ha sempre glorificato i Suoi antichi Colleghi, (compreso il Báb) come Precursori e Collaboratori nell’universale Progetto di Dio d'elevare la realtà umana al celeste addivenire sancito nell’Antico Testamento, e per cui ogni singolo Messaggero o Profeta ha sempre patito e talvolta donato la vita nella vigna del Signore, quel primo divino scopo: “Facciamo l’uomo a Nostra immagine, a nostra somiglianza”.
Ciò, vale a dire che, il costrutto umano tanto spirituale che materiale, è un progetto vigente e attivo dal principio come nel futuro della Religione: dando, nel passare dei millenni, un frutto che si fa via via maturo, grazie anche al progresso nella scienza, nel mirabolante Progetto di Dio, che contempla una sorgente e desiderata spiritualità: "O FIGLIO DELL’ESSERE! AmaMi acciocché Io possa amarti. Se tu non M’ami, il Mio amore non potrà mai raggiungerti. Sappilo, o Mio servo."
E perciò, chi ama e accoglie Dio, tramite i Suoi Messaggeri, nel Suo paterno e dinamico scopo, impara ad amare e rispettare il prossimo e tutta l'umanità:
Infatti: "Lo scopo della religione rivelato dal firmamento della santa Volontà di Dio è quello di creare unità e concordia fra i popoli del mondo; non fatene cagione di lotta e di dissenso. La religione di Dio e la Sua divina legge sono i più potenti strumenti e i mezzi più sicuri per far sorgere la luce dell’unità fra gli uomini. Il progresso del mondo, lo sviluppo delle nazioni, la tranquillità dei popoli e la pace di tutti coloro che han dimora in terra, sono tra i principi e le ordinanze di Dio. La religione conferisce all’uomo il più prezioso di tutti i doni, porge la coppa della prosperità, dona vita eterna e riversa benefici imperituri sull’umanità. Incombe ai capi e ai governanti del mondo, e in particolare ai Fiduciari della Casa di Giustizia di Dio, di fare il massimo sforzo possibile per salvaguardarne la posizione, promuoverne gli interessi ed esaltarne lo stadio agli occhi del mondo. Essi devono inoltre indagare le condizioni dei loro sudditi e informarsi sugli affari e sulle attività delle diverse comunità nei loro domini. Invitiamo le manifestazioni del potere di Dio – i sovrani e i governanti della terra – ad adoprarsi e a fare tutto ciò che è nelle loro possibilità, sì che per avventura bandiscano la discordia da questo mondo, e lo rischiarino con la luce della concordia."
Proprio di concordia, che manca, abbisogna l'umanità, ma pare non rendersene conto, così come  poco ha seguito e poco pratica ancora i vari insegnamenti etici dei Messaggeri del passato, preferendo ad essi le nuvole dei dogmi e della ritualità. Ma anche di ciò si era avvisati: "Ma il Figlio dell'uomo, alla sua venuta, troverà forse la fede sopra la terra?"
Tornando allo specifico, col Patto Minore, in vista del Suo trapasso, Bahá’u’lláh ci ha donato una preziosa Guida, un ulteriore faro nella Religione: "Quando l’Oceano della Mia Rivelazione sarà completato, volgete il volto verso Colui Che fu destinato da Dio e Che è germogliato da questa Antica Radice. L’oggetto di questo sacro versetto non è altro che il Più Possente Ramo (‘Abdu’l-Bahá). Così Noi vi abbiamo benignamente rivelato la Nostra possente Volontà e Io sono in verità il Misericordioso, l’Onnipotente".
Il Patto Minore, nel seguito della sua dinamica successione, dopo la guida di ‘Abdu’l-Bahá, di Shoghi Effendi, e dopo il Consiglio internazionale bahai, ha visto il nascere della Casa Universale di Giustizia, ch’è l’attuale stabile Caposaldo nel ciclo millenario del Patto Minore, fino all’Avvento d’un futuro e nuovo Messaggero di Dio.
La Casa Universale di Giustizia suprema istituzione governativa della Fede bahá’í risiede fin dal suo inizio, ad Haifa, in Israele, sul Monte Carmelo. I suoi membri vengono eletti ogni cinque anni senza candidatura né propaganda elettorale, come tutte le altre istituzioni che sono elette annualmente, e per il periodo presente sono chiamate Assemblee Spirituali, Nazionali o Assemblee Spirituali Locali.
Queste dialoganti e integrate Istituzioni, relativamente all'aumento della milizia spirituale dei lavoranti alla prosecuzione del progetto divino, si sono sviluppate sotto la guida e le direttive delle Figure Centrali della Fede bahá’í, che nel loro spirituale, testimoniato e fondante lascito sono state: Il Precursore, il Fondatore, il Maestro e il Custode della Fede; mentre ora è il tempo della Casa Universale di Giustizia.

L'amministrazione bahá’í ha quattro documenti costitutivi, il Kitáb-i-Aqdas, le Tavole del Piano Divino, la Tavola del Carmelo e Le Ultime Volontà e Testamento di 'Abdu'l-Bahá. 

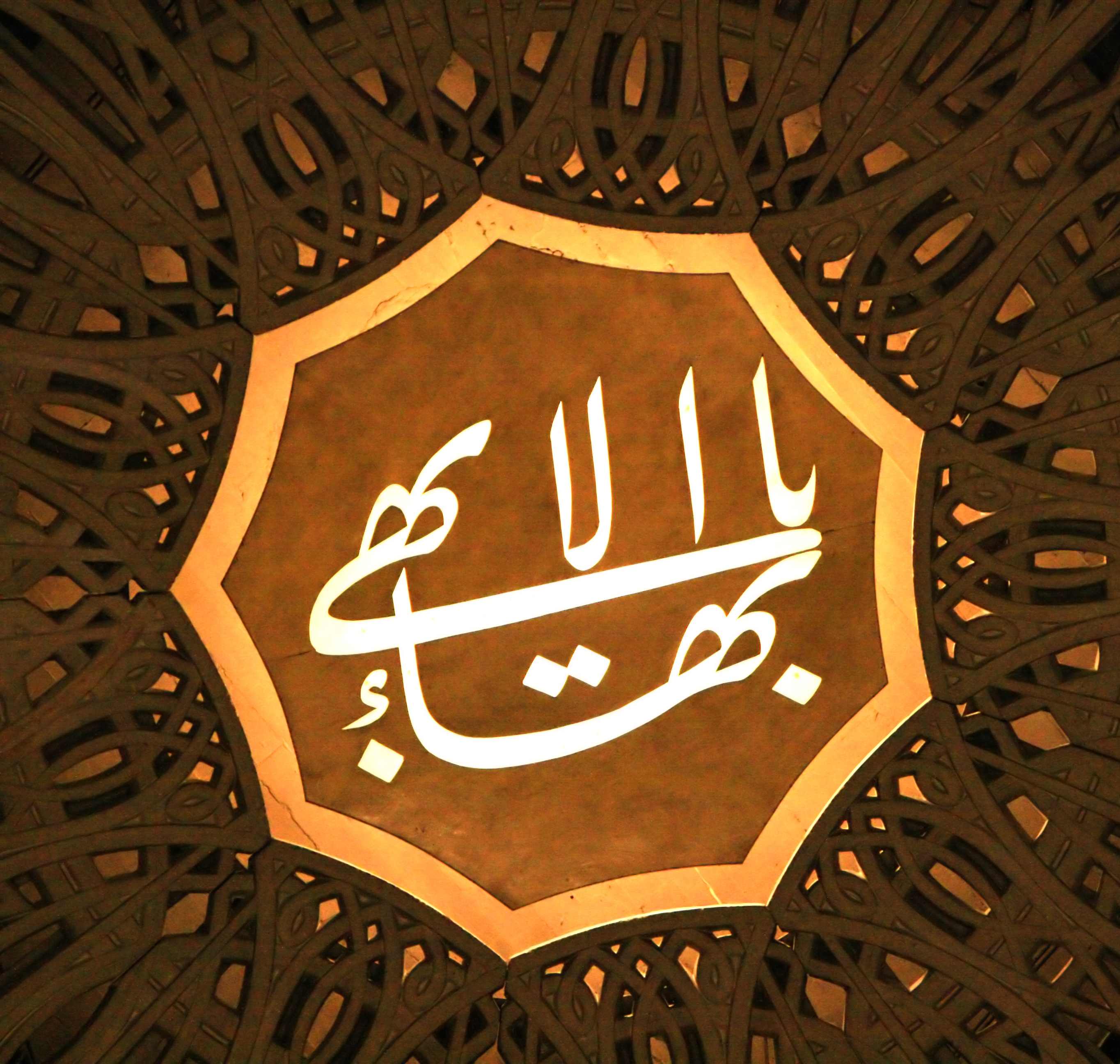
Simbolo del Più Grande Nome

Il testo Amministrazione Bahá'í è una raccolta di lettere e di messaggi inviati, tra il 1922 e il 1932, da Shoghi Effendi ai Bahá'í statunitensi e canadesi

## Caratteristica dell'amministrazione bahá'í
Nelle Spigolature dagli Scritti di Bahá’u’lláh e in altri testi baha'i si legge: 
"Non crediate che vi abbiamo rivelato un semplice codice di leggi. Anzi, con le dita della forza e del potere vi abbiamo dissuggellato il vino prelibato."
Shoghi Effendi ha scritto che: "Quest'Ordine Amministrativo appena nato incorpora nella sua struttura alcuni elementi che si possono ritrovare in ognuna delle tre riconosciute forme di governo secolare, senza essere comunque una mera replica di alcuna delle tre e senza introdurre nel suo meccanismo nessuna delle sgradevoli caratteristiche proprie di ognuna di quelle. Esso fonde e armonizza, come nessun governo foggiato da mani mortali è ancora riuscito a fare, le verità salutari che indubbiamente si trovano in ciascuno dei suddetti sistemi, senza violare l’integrità di quelle verità donate da Dio e sulle quali esso in definitiva si basa. Che nessuno, mentre questo sistema è ancora nella sua infanzia, ne interpreti falsamente il carattere, ne menomi il significato o ne additi inesatte le finalità. La base granitica su cui quest’Ordine Amministrativo è fondato è l’immutabile disegno di Dio per l’umanità d’oggi … I metodi ch’esso impiega, i principi che inculca non lo fanno tendere né verso l’Oriente né verso l’Occidente, né verso i Gentili né verso gli Ebrei, né verso i ricchi né verso i poveri, né verso i bianchi né verso gli uomini di colore. La sua parola d’ordine è l’unificazione della razza umana; il suo stendardo <La Più Grande Pace>; il suo fine ultimo l’avvento del millennio d’oro – il Giorno in cui i regni di questo mondo saranno divenuti il Regno di Dio Stesso, il Regno di Bahá’u’lláh".
Baháʼu'lláh ha elogiato il fatto che la monarchia britannica avesse via via adottato un parlamento e quindi un'interazione fra istituzioni, migliorando così le relazioni con il popolo, ma con ciò non sanciva quella monarchia costituzionale; fu un'esortazione alla consultazione, collaborazione e cooperazione, tra elettori e Istituzioni.
L'Ordine amministrativo baháʼí riguarda il sistema di amministrazione all'interno della Fede baháʼí piuttosto che il governo civile. Questo aspetto è evidenziato in una lettera sul futuro governo mondiale predetto da Bahá’u’lláh e delineato da Shoghi Effendi, in cui si afferma "Per quanto riguarda l'Esecutivo internazionale a cui fa riferimento il Custode nella sua "Meta di un Nuovo Ordine Mondiale", questa affermazione non si riferisce assolutamente alla futura Confederazione baháʼí,  ma semplicemente a quel governo mondiale che precederà l'avvento e porterà infine all'instaurazione dell'Ordine Mondiale di Bahá’u’lláh . La formazione di questo Esecutivo Internazionale, che corrisponde al capo o consiglio esecutivo degli attuali governi nazionali, è semplicemente un passo verso il futuro governo mondiale baháʼí, e quindi esso non deve essere identificato né con l'istituzione del Custodiato né con quello della Casa Universale di Giustizia." In linea con il principio bahá’í di obbedienza al governo, l'amministrazione baháʼí è vista come subordinata al governo civile.
Amanda Ripley, giornalista professionista dal 2004 per la rivista Time,  2009 per The Atlantic,  e poi attraverso altri importanti organi di stampa,  nel suo libro del 2021 High Conflict: why we get intrapped and how we get fuori, descrive il sistema elettorale e di governo dell'amministrazione bahá'í dicendo: "... tutto ciò che riguarda queste elezioni è progettato per ridurre le probabilità di un conflitto". anzi "i bahá'í cercano di eleggere persone che non bramano attenzione e potere" e "In ogni incontro, seguono un protocollo chiamato 'consultazione', ed è progettato per consentire alle persone di esprimere la propria opinione senza attaccarsi troppo alla propria idea". Nella sintesi di Ripley "Se gli scienziati sociali progettassero una religione, sarebbe simile a questa... In questo modo, le elezioni bahá'í sono... progettate per sfruttare la capacità umana di cooperazione, piuttosto che di competizione".

### Consultazione bahá'í
Un punto chiave del processo di amministrazione è la pratica della consultazione. 'Abdu'l-Bahá afferma "I requisiti fondamentali di coloro che si riuniscono a consiglio sono: purezza d'intenti, radiosità di spirito, distacco da tutto fuorché da Dio, attrazione alle Sue divine fragranze, umiltà e modestia fra i Suoi amati, pazienza e sopportazione nelle difficoltà ... debbono quindi tener consiglio in tal guisa che non vi sia occasione alcuna di animosità o discordia. E ciò avviene quando ogni membro esprima, in assoluta libertà, la propria opinione ed esponga il proprio argomento. Se qualcuno solleva obiezioni, nessuno deve sentirsi minimamente offeso, perché fin quando il tema non sia stato esaurientemente discusso, la via giusta non potrà essere rivelata. La luminosa scintilla della verità si sprigiona soltanto dallo scontro delle differenti opinioni. Se dopo la discussione si prenderà una decisione all'unanimità, tanto meglio; ma se Dio non voglia, sorgessero divergenze di opinione, dovrà prevalere la voce della maggioranza".

## Struttura

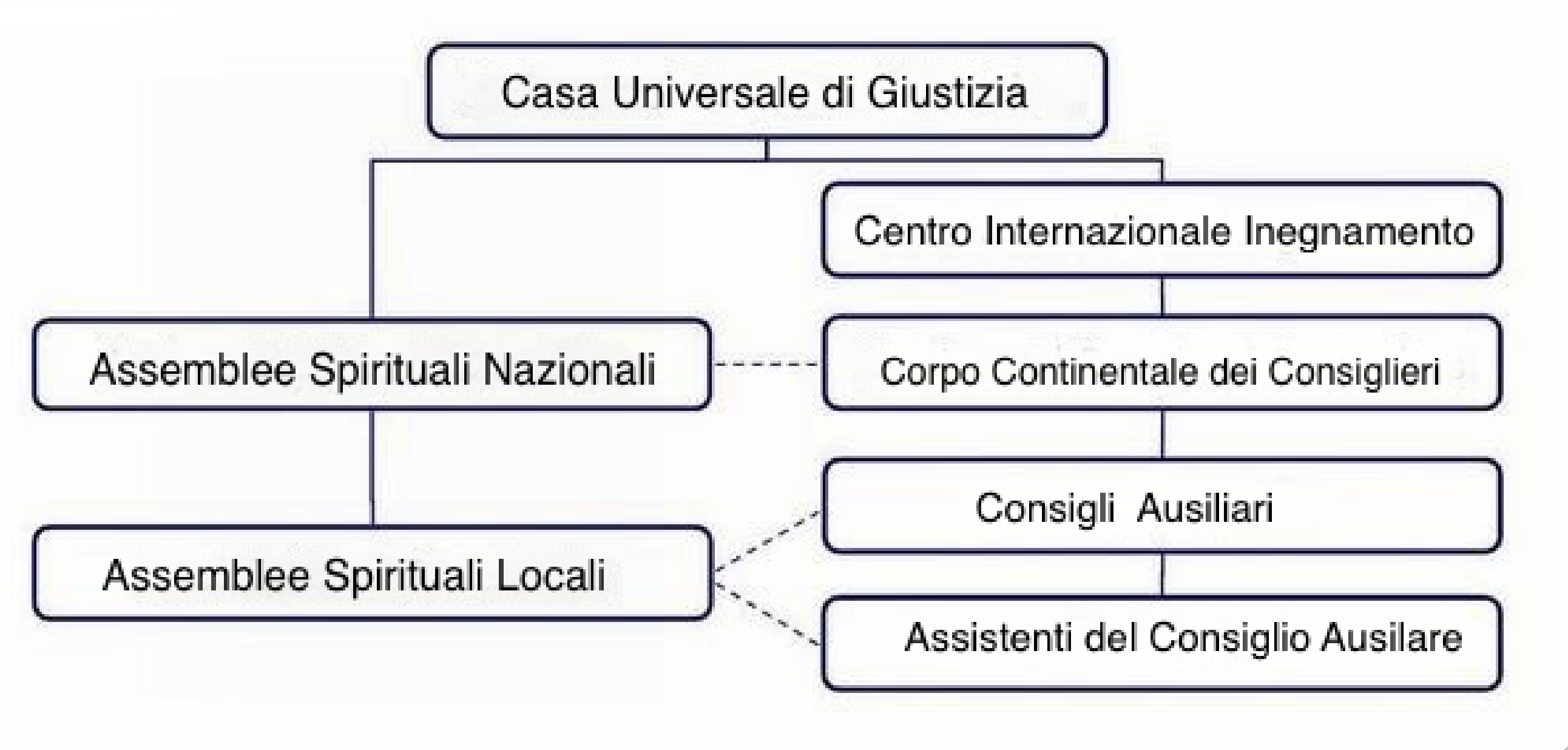
Un diagramma dell'attuale ordine amministrativo bahá'í

Le Istituzioni della comunità bahá’í si sono progressivamente sviluppate sotto la guida di Shoghi Effendi e della Casa Universale di Giustizia. I bahá’í si riferiscono spesso all’insieme di queste Istituzioni come all’“Ordine amministrativo”.

L'amministrazione baháʼí ha due Rami distinti: Il Ramo eletto e il Ramo nominato. Il più alto organo eletto è la Casa Universale di Giustizia, che ha l'autorità di integrare e applicare le leggi di Baháʼu'lláh. La più alta autorità nominata è l'istituzione del Custodiato che è un'autorità ereditaria e ha l'esclusivo "diritto di interpretazione delle Sacre Scritture a lui unicamente conferito". Queste due istituzioni sono descritte nelle Ultime Volontà e Testamento di 'Abdul'Bahá come dotate di autorità divina.
"Il Custode della Causa di Dio, e la Casa Universale di Giustizia, che sarà stabilita ed eletta universalmente, sono entrambi sotto la tutela e la protezione della Bellezza di Abhá. Quel che essi decidono emana da Dio. Chi non obbedisce a lui o ad essi...".
Lo stesso Testamento nomina Shoghi Effendi Custode e fornisce ulteriori dettagli sulla struttura dell'amministrazione, comprese le procedure elettorali e di nomina. Shoghi Effendi ha lavorato per tutta la vita per far nascere le necessarie Istituzioni nazionali indispensabili per l'elezione della Casa Universale di Giustizia, che fu poi, per la prima volta, eletta nel 1963.

## Istituzioni elette
Non avendo alcun clero professionale, i bahá’í operano attraverso un tipo di autogoverno democratico apartitico. Le varie funzioni di leadership governativa e morale non sono affidate a singoli individui, ma ad istituzioni collegiali: locali, nazionali e internazionale, il che significa che tutte le decisioni sono nelle mani di organi eletti democraticamente a livello locale, regionale, nazionale e internazionale. A livello di giurisdizione locale, secondo i confini comunali (o zonali) in cui vivono, i bahá'í votano ogni anno a scrutinio segreto, senza nomine e campagne elettorali. Scelgono i membri della loro Assemblea Spirituale Locale tra tutti i membri della comunità. L'Assemblea Spirituale Locale segue i membri della comunità in modo utile, tramite linee guida e leggi bahá'í aiutando la comunità — sia bahá'í che chiunque lo chieda — nella crescita e sviluppo spirituale. Ogni anno, i bahá'í dei distretti locali (che attualmente in Italia radunano più comunità) votano poi per inviare dei loro eletti rappresentanti, che votano secondo libera coscienza e non solo fra di loro, a un Congresso nazionale, dove i delegati eleggono i nove membri dell'Assemblea Spirituale Nazionale, che poi governa gli affari della comunità all'interno della singola Nazione. A livello mondiale, tutti i membri delle Assemblee Spirituali Nazionali istituite nel mondo, si riuniscono ogni cinque anni per eleggere i nove membri della Casa Universale di Giustizia, il supremo organo di governo della Fede bahá'í. Le Case di Giustizia locali e quella internazionale sono state prescritte nel Kitáb-i-Aqdas, invece l'istituzione dell'Assemblea Spirituale Nazionale, quale corpo intermedio è stato definito, nel Testamento di 'Abdu'l-Bahá: "Casa Secondaria di Giustizia", il Quale ha espressamente stabilito nello stesso suo Testamento e in numerose Tavole, anche il metodo da seguire per l'elezione di tali Istituzioni.

### La Casa Universale di Giustizia
ll corpo amministrativo principale dell'Ordine Amministrativo bahá'í è la Casa Universale di Giustizia, i cui princìpi di riferimento sono le parole rivelate da Bahá’u’lláh assieme alle interpretazioni e spiegazioni di ‘Abdu’l-Bahá e del Custode. Sotto la sua guida le Assemblee Spirituali Locali e Nazionali esercitano un’autorità legislativa, esecutiva e giudiziale sugli affari della comunità bahá’i.  Gli scritti baháʼí affermano che le sue decisioni sono "fonte di ogni bene e liberate da ogni errore". Viene eletta per curare gli affari della Causa, per controllare e coordinare le sue attività, prevenire divisioni e scismi, chiarire argomenti oscuri e preservare gli insegnamenti dalla corruzione e dal malinteso. I membri in carica, di tutte le Assemblee Spirituali Nazionali presenti nel mondo, nell'anno della sua quinquennale scadenza elettiva, sono i delegati internazionali alla sua sacra elezione.

### Assemblee Spirituali Nazionali
Un'Assemblea Spirituale Nazionale (ASN) normalmente rappresenta un paese, anche se in qualche regione si è formata un'ASN indipendente (ad esempio l'Alaska). Talvolta più paesi sono raggruppati in un'unica Assemblea, ad esempio gli Stati baltici o (all'inizio) Italia e Svizzera. Questi confini geografici sono soggetti alla discrezionalità della Casa Universale di Giustizia, e possono ovviamente cambiare, visto che Italia e Svizzera ora hanno distinte Assemblee Spirituali Nazionali. Queste assemblee vengono elette annualmente tramite delegati eletti a livello locale durante le Convenzioni Nazionali che hanno la "duplice funzione di eleggere il corpo dell'Assemblea Spirituale Nazionale e di offrire ogni suggerimento costruttivo riguardo all'amministrazione generale della Causa...".

### Consigli Regionali Bahá'í
I Consigli regionali baháʼí sono stati istituiti in diverse comunità nazionali baháʼí più estese. Agiscono sotto la direzione di un'Assemblea Spirituale Nazionale e sono eletti dai membri delle Assemblee Spirituali Locali della loro giurisdizione. Si occupano delle attività di crescita e sviluppo della comunità e forniscono guida e struttura per il coordinamento delle comunità locali a questo scopo.

### Assemblee Spirituali Locali
Un'Assemblea Spirituale Locale  rappresenta una città,  o un comune e viene eletta annualmente per elezione diretta. Se una località ha solo nove baháʼí, automaticamente si forma, non è necessario un processo elettorale. Le Assemblee Locali seguono la comunità a livello locale e governano gli affari dell'intera comunità, compreso il coordinamento della festa del diciannovesimo giorno, le osservanze dei giorni sacri, seguono i funerali, la consulenza matrimoniale e vari altri compiti, anche con l'ausilio di comitati .

## Istituzioni nominate
Baháʼu'lláh fa riferimento ai "dotti" tra il suo popolo. Le funzioni di tale ramo originariamente erano svolte dalle Mani della Causa di Dio nominate da Baháʼu'lláh, 'Abdu'l-Baháe Shoghi Effendi. Nel 1968, quando fu evidente che le Mani della Causa di Dio non potevano più essere nominate, la Casa Universale di Giustizia formò l'Istituzione dei Consiglieri. Agendo in ruoli tra loro diversi, le istituzioni dei Consiglieri e delle Assemblee Spirituali, hanno però in comune la responsabilità della protezione e propagazione della Fede. Una loro interazione garantisce ai credenti una migliore guida: ispirano, incoraggiano, esortano e rendono la comunità consapevole delle scritture pertinenti e accompagnano la guida indicata dalle istituzioni centrali.
L’istituzione dei Consiglieri, così com'era prima per le Mani della Causa, si avvale di individui ai quali è assegnato il sacro ruolo nell’avanzamento degli interessi della Fede, ma che non hanno autorità legislativa, esecutiva o legale, e sono interamente privi di funzioni sacerdotali o del diritto a vincolanti interpretazioni. Ciò è un aspetto dell’amministrazione bahá’í che non ha precedenti nelle Religioni del passato.

### Centro Internazionale d'insegnamento
La Casa Universale di Giustizia ha affermato che la sua formazione ha fruito del lavoro delle Mani della Causa residenti in Terra Santa. Il Centro Internazionale di Insegnamento ha la funzione di coordinare, stimolare e dirigere le attività del Corpo Continentale dei Consiglieri e di fare da anello di collegamento fra di essi e la Casa Universale di Giustizia.

### Corpo dei Consiglieri Continentali
L’istituzione del Corpo dei Consiglieri è stata creata dalla Casa Universale di Giustizia per continuare le funzioni specifiche di protezione e propagazione conferite in passato alle Mani della Causa di Dio. I membri di questi corpi sono nominati dalla Casa Universale di Giustizia.

### Consigli Ausiliari
"In ogni zona vi saranno due Consigli Ausiliari, uno per la protezione e uno per la propagazione della Fede, il numero dei cui membri sarà fissato dalla Casa Universale di Giustizia. I membri di questi Consigli Ausiliari presteranno servizio sotto la direzione dei Corpi dei Consiglieri Continentali e agiranno come loro delegati, assistenti e consulenti".

### Assistenti
I membri del consiglio ausiliare nominano gli "assistenti" che operano per loro conto a livello di base. Questi assistenti si incontrano spesso con le Assemblee Spirituali Locali, organizzano eventi e sono richiesti per consigli ai singoli membri della comunità. A volte hanno un mandato specifico, ad esempio relativo ai giovani in una particolare città. Il loro ruolo è tanto flessibile quanto il membro del Consiglio Ausiliare ritiene sia appropriato.

### Sviluppi recenti
Sebbene la maggior parte di quanto sopra sia in vigore da decenni o più, negli ultimi anni con l'istituzione del processo dell'istituto di formazione baháʼísono state nominate numerose altre possibili posizioni: consigli di istituto regionale, comitati di insegnamento di area, facilitatori per la crescita di cluster, istituto di cluster, coordinatori, coordinatori del programma di potenziamento spirituale dei giovani del cluster o coordinatori della classe dei bambini del cluster.

### Bahá'í International Agency
Con sede negli Stati Uniti, questa agenzia è stata creata dalla Casa Universale di Giustizia per assistere i Consiglieri e le Assemblee Spirituali Nazionali nell'affrontare le questioni relative alla propagazione e protezione della Fede bahá'í su mezzi di comunicazione di massa. Il BIA è supervisionato dall'International Teaching Centre. Ha un direttore a tempo pieno.

## Elezioni
I baháʼí considerano il loro processo elettorale un atto sacro, essenziale per la salute della comunità. Grande impegno è dedicato all'organizzazione delle elezioni per soddisfare gli standard rigorosi fissati da Shoghi Effendi.
"Il giorno dell'elezione, gli amici devono parteciparvi attivamente in unità e amicizia, volgendo i cuori a Dio, distaccati da tutto fuorché da Lui, cercando la Sua guida e invocandone l'aiuto e la generosità".

### Metodo
Le Istituzioni bahá’í, sono organi eletti senza candidature né propaganda elettorale, nelle quali possono entrare a far parte i bahá’í residenti d'età superiore ai 21 anni. Esse sono regolarmente rinnovate alla scadenza con elezioni che si svolgono in spirito di preghiera. Ogni credente è responsabile di conoscere i membri della propria comunità, partecipando abitualmente e in maniera attiva alle sue attività, così da poter riflettere, al tempo delle votazioni, sulle caratteristiche e qualità delle persone eleggibili che possano maggiormente contribuire all'utilità di servizio e crescita spirituale della comunità.
In ogni comune dove risiedono nove o più credenti, l’Assemblea Spirituale Locale viene eletta annualmente per amministrare gli affari della comunità e guidare il suo sviluppo.

## Testamento di `Abdu'l-Bahá
La prima parte del testo di Shoghi Effendi sull'Amministrazione Bahá'í riporta passi del Testamento di `Abdu'l-Bahá, che è uno degli atti costitutivi dell'Amministrazione bahai.

## Lettere di Shoghi Effendi
La seconda parte è costituita da circa 50 lettere scritte da Shoghi Effendi, dopo il trapasso di 'Abdu'l-Bahá, dal 21 gennaio 1922 al 17 luglio 1932.
In tali lettere sono delineate delle peculiarità per lo sviluppo della Fede bahá'í e anche dei fatti legati a un qualche periodo storico, compresi i dissensi all'autorevolezza della Guida della Causa, con le necessarie azioni intraprese da Shoghi Effendi verso i violatori del Patto. Come avvenne poi anche per Charles Mason Remey.

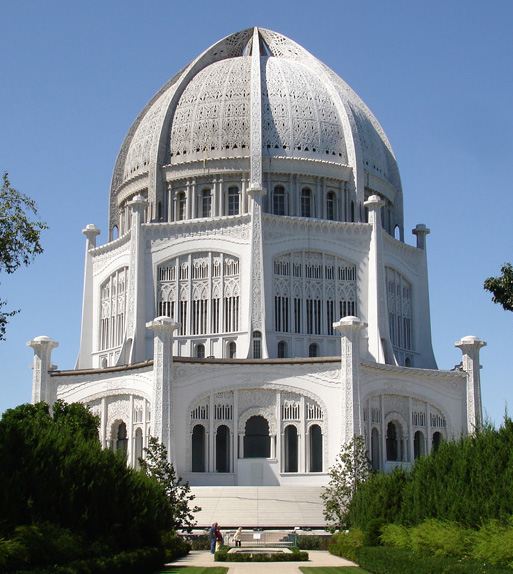
Tempio bahai di Wilmette

Sono riportati in tali scritti anche delle conquiste raggiunte allora dai Baha'i quali: il riconoscimento in Egitto della Fede stessa come realtà indipendente, il suo riconoscimento da parte delle autorità dell'Impero britannico, il riconoscimento del diritto di proprietà sulla casa di Bahá'u'lláh a Baghdad e il progresso nella costruzione del tempio bahai di Wilmette in Illinois.
L'espansione della Fede durante la fase d'iniziale sviluppo internazionale, la fecero uscire dall'ambito di circoscritta realtà mediorientale, avviandola ad essere una Fede a diffusione mondiale con aderenti di notevoli capacità intellettuali e spirituali e tra loro sia gente benestante che non; uno spaccato di unità nella diversità, come recita uno dei suoi princìpi base.
Una unità nella diversità contraria all'uniformità e ai problemi legati all'eccessivo accentramento. Essa tende a formare un mondo organicamente e volontariamente unificato beneficiante delle sconfinate e utili differenze dei talenti e dotazioni individuali, locali e nazionali, propositive di un venturo Commonwealth mondiale destinato a garantire la pace e la sicurezza collettiva di tutte le nazioni.
La Comunità bahá'í americana è stata inizialmente il motore trainante di quella crescita.